# Kirche Münstedt

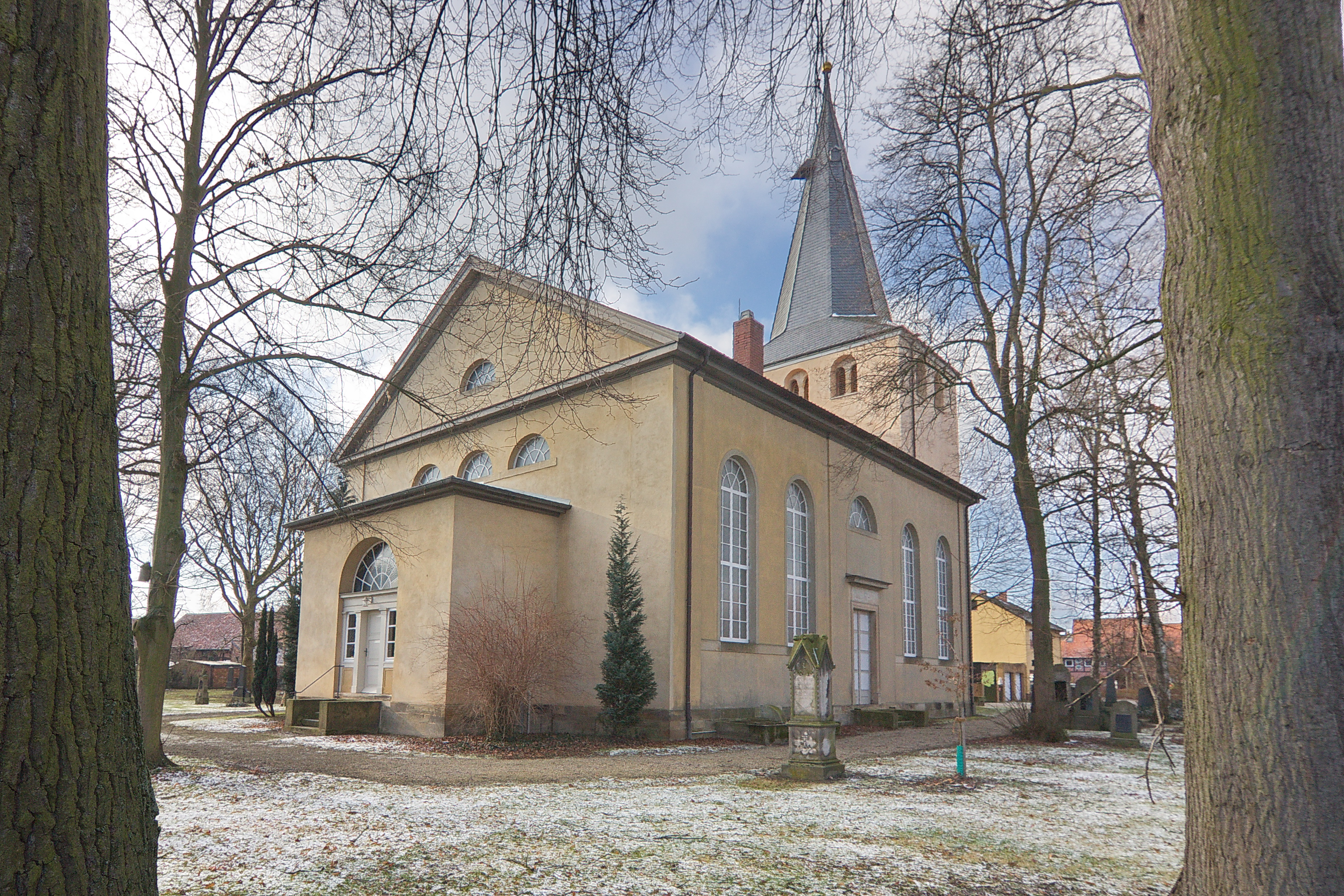
Kirche Münstedt

Die evangelisch-lutherische denkmalgeschützte Kirche Münstedt steht in Münstedt, einem Ortsteil der Gemeinde Ilsede im Landkreis Peine in Niedersachsen. Die Kirchengemeinde gehört zum Kirchenkreis Peine im Sprengel Hildesheim-Göttingen der Evangelisch-lutherischen Landeskirche Hannover.

## Beschreibung
Die spätklassizistische Saalkirche wurde 1838/39 nach einem Entwurf von Ludwig Hellner gebaut. Der in der Mitte des 13. Jahrhunderts erbaute, querrechteckige Kirchturm im Westen aus verputztem Bruchsteinmauerwerk wurde beibehalten. Im Glockenstuhl hängen zwei Kirchenglocken, die sowohl im Ersten als auch im Zweiten Weltkrieg nicht eingeschmolzen wurden. 1895 erhielt der Turm einen achtseitigen, schiefergedeckten, spitzen Helm. Das verputzte Langhaus über annähernd quadratischem Grundriss hat an den Gebäudekanten breite Lisenen. Im Osten ist eine niedrige Sakristei angebaut. An der geraden Ostwand oberhalb des Daches der Sakristei sind drei kleine Halbkreisfenster. In den risalitartig verstärkten Achsen des mittleren Jochs befinden sich große rechteckige Portale, die von Halbkreisfenstern bekrönt und von je zwei großen Bogenfenstern flankiert werden.
Der Innenraum des Langhauses hat U-förmige Emporen auf dorischen Säulen und ist mit einer Flachdecke mit hohen Vouten an den Längsseiten überspannt. Der Kanzelaltar im Zentrum wurde 1963 entfernt, erhalten blieben die flankierenden Bilder von Johann Brockhoff über das Gebet auf dem Ölberg und über die Kreuzigung. Die Orgel mit 13 Registern, verteilt auf zwei Manuale und Pedal, wurde 1863 von  Heinrich Schaper gebaut und 1927 von Lothar Wetzel restauriert. 1990 erfolgte ihre Instandsetzung durch die Orgelbau-Werkstätten F. Schmidt.